# Козіс Микола Леонтійович
Микола Леонтійович Козіс (20 лютого 1891, місто Кременчук, тепер Полтавської області — розстріляний 27 вересня 1937, місто Чернігів) — український радянський державний діяч, голова Могилівського, Кременчуцького, Зінов'ївського та Уманського окрвиконкомів, голова Запорізької міської ради. Член ВУЦВК.

## Життєпис
Народився в міщанській родині. Закінчив початкову школу та 5 класів гімназії екстерном. З юнацьких років брав участь у нелегальних революційних організаціях.
Член Української партії соціалістів-революціонерів (УПСР) у липні — жовтні 1917 року.
Член РКП(б) з листопада 1918 року.
У листопаді 1918 — січні 1919 року — керуючий справами, в січні — серпні 1919 року — завідувач агітаційного відділу Конградського (Костянтиноградського) повітового комітету КП(б)У Полтавської губернії.
Учасник Громадянської війни в Росії, служив командиром батальйону в Червоній армії.
З 28 грудня 1919 до лютого 1920 року — секретар Конградського (Костянтиноградського) повітового комітету КП(б)У. З лютого до квітня 1920 року — завідувач відділу управління Конградського (Костянтиноградського) революційного комітету. У квітні — червні 1920 року — секретар Конградського (Костянтиноградського) повітового комітету КП(б)У.
У червні — вересні 1920 року — завідувач відділу юстиції виконавчого комітету Конградської (Костянтиноградської) повітової ради. У вересні 1920 — лютому 1921 року — завідувач робітничо-селянської інспекції Конградського (Костянтиноградського) повіту. У лютому — травні 1921 року — секретар Конградського (Костянтиноградського) повітового комітету КП(б)У Полтавської губернії.
У травні 1921 — січні 1922 року — секретар Гадяцького повітового комітету КП(б)У Полтавської губернії.
З січня до червня 1922 року — завідувач відділу повітового комітету КП(б)У.
З червня 1922 до 1923 року — відповідальний секретар Полтавського повітового комітету КП(б)У.
У 1923 — березні 1924 року — відповідальний секретар Полтавського окружного комітету КП(б)У.
У 1924—1925 роках — відповідальний секретар Новгород-Сіверського окружного комітету КП(б)У. У 1925 році — відповідальний секретар Глухівського окружного комітету КП(б)У.
З 1925 року — завідувач організаційно-інструкторського відділу Херсонського окружного комітету КП(б)У.
У 1926—1927 роках — голова виконавчого комітету Могилівської (Могилів-Подільської) окружної ради.
З 1927 року — голова виконавчого комітету Кременчуцької окружної ради.
У грудні 1928 — серпні 1929 року — голова виконавчого комітету Зінов'ївської окружної ради.
У жовтні 1929 — серпні 1930 року — голова виконавчого комітету Уманської окружної ради.
У 1930—1933 роках — голова Костянтинівської міської ради на Донбасі; член президії Державної планової комісії Української СРР у Харкові.
10 лютого — 25 листопада 1933 року — голова Запорізької міської ради.
З 1933 року — на керівних посадах у Вінницькій області. На 1935 рік — голова виконавчого комітету Могилівської (Могилів-Подільської) районної ради Вінницької області.
У 1936—1937 роках — голова виконавчого комітету Могилів-Подільської окружної ради Вінницької області.
26 липня 1937 року заарештований органами НКВС. 26 вересня 1937 року засуджений Верховним судом СРСР до розстрілу, наступного дня вирок було виконано.
Посмертно реабілітований 26 вересня 1956 року.